# Ammophilomima imitatrix
Ammophilomima imitatrix là một loài ruồi trong họ Asilidae. Ammophilomima imitatrix được Enderlein miêu tả năm 1914. Loài này phân bố ở vùng nhiệt đới châu Phi.